# 閔泳南
閔 泳南（ミン・ヨンナム、朝鮮語: 민영남、1907年7月3日または7月30日 - 1986年1月8日）は、大韓民国の農林・警察官僚、政治家。馬山面長、海南警察署・光州警察署署長、第3・6代韓国国会議員、第9・11代全羅南道知事を歴任した。

## 経歴
全羅南道海南郡馬山面禾内里の驪興閔氏の集姓村出身で、元国会議員の閔炳楚は同じ村出身の親戚である。京都帝国大学（現・京都大学）農学部林学科卒。農政実務を経て馬山面長、海南警察署・光州警察署署長、農林部林産課長・林政課長・造林課長を歴任した。1954年の第3代総選挙では前の国会議員選挙で2度も落選した弟の後継として海南郡乙選挙区から立候補し、金采庸、朴祺培らとの8人の戦いを勝ち抜いて無所属の民議員に当選し、その後は民主党に入党した。1958年の第4代総選挙にも出馬したが、金石辰に敗れて落選した。1960年の第5代総選挙に出馬しなかったが、同時期に全羅南道知事を務めたためである。同年の民選全羅南道知事選挙にも新民党から出馬・当選し、その後は自由民主党企画委員会副議長を務めた。1963年の第6代総選挙では自由民主党の候補として海南郡選挙区から出馬し、金采庸、洪珖杓らを制し国会議員に再び当選した。しかし、第6代国会の「言論倫理委法」波動のときは野党の反対にもかかわらず、法案の通過に協力したため、自由民主党から除名された。そのため、第6代国会初の無所属の国会議員となった。また、同時期の韓日協定の批准に賛成した唯一の野党議員でもあった。
1986年1月8日、ソウル市恩平区の自宅で老衰により死去。80歳没。

## エピソード
議政活動は非常に活発であり、海南甲区選出の金柄淳とは対照的であった。また、第3代国会議員のとき、辺鎮甲とは友人であり、辺が自由党に移籍した時は政治生命が終わったと言って国会の壇上で「アイゴー」を連発した。
韓服愛好家で、国会へ登庁する際もよく着ていた。